# Осознанный хип-хоп
Осознанный (сознательный) хип-хоп (англ. Conscious hip-hop) — один из поджанров музыки хип-хоп, сфокусированный на поднятии вопросов, связанных с проблемами общества.

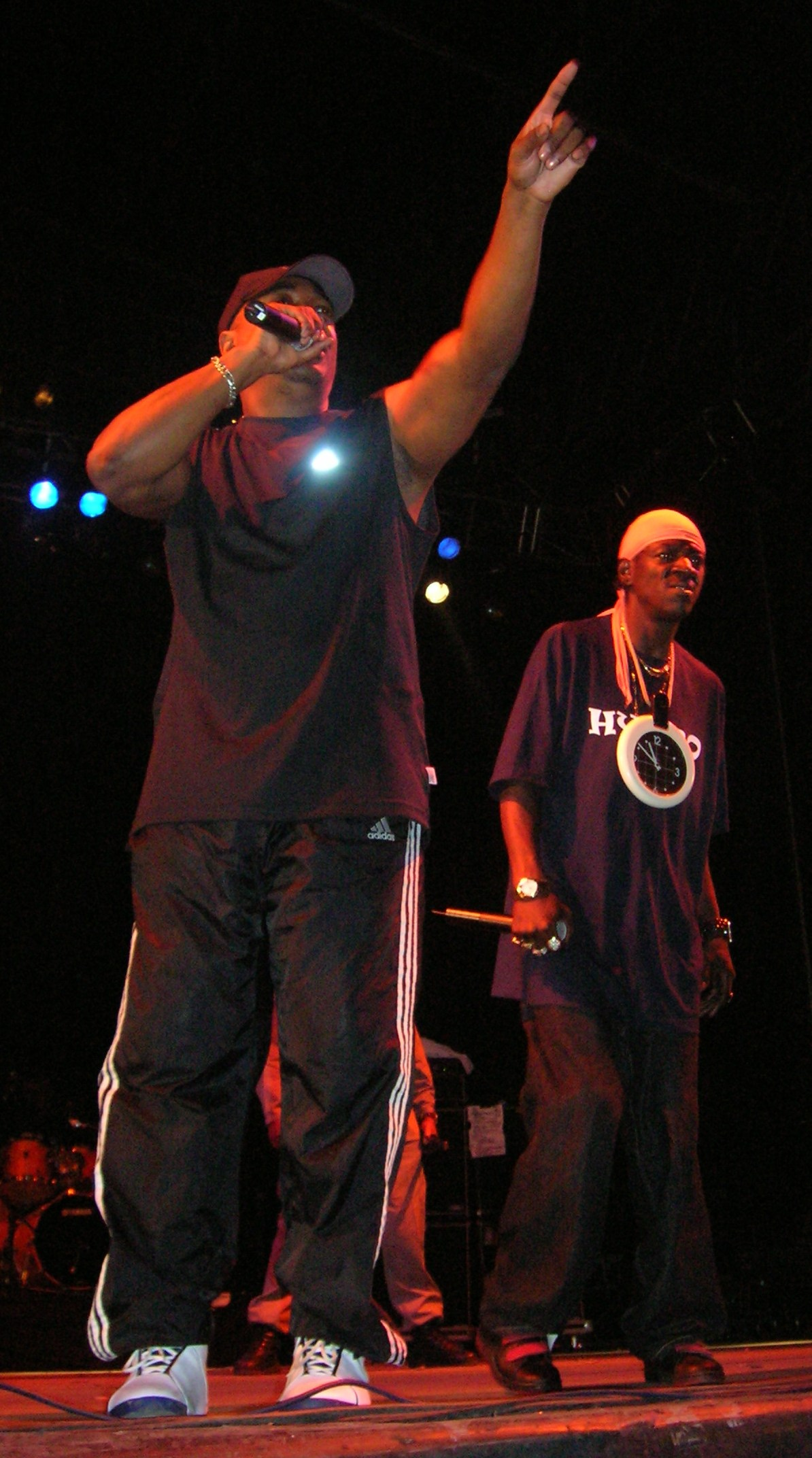
Public Enemy

 Тексты песен этого жанра имеют остросоциальный, антиконфликтный оттенок, как и в политическом хип-хопе, хотя и не поднимают вопросы политики. В число тематик треков можно включить религию, отвращение к насилию, культуру, экономику, или различные формы борьбы обычных людей за своё место под солнцем. Первым треком этого жанра можно назвать работу Grandmaster Flash «The Message», так как она впервые в истории хип-хопа обнажила проблемы бедности, насилия и жестокости в жизни обитателей гетто.
Жанр в основном базируется в андеграунде. Большинство исполнителей «осознанного хип-хопа» не пользуется широкой популярностью в мейнстриме, хотя есть и исключения.
Наибольшего успеха в этом направлении добилась группа Public Enemy, которая в своих работах следовала примеру The Last Poets, и является основоположником политического хип-хопа как жанра музыки.